# Burejský hřbet
Burejský hřbet (rusky Буреинский хребет) je horský hřbet v Amurské oblasti a v Chabarovském kraji v Ruské federaci.
Pohoří začíná severovýchodně od horského hřbetu Jam-Aliň v pramenní oblasti řeky Selemdža, pokračuje na jihozápad přes pramenní oblast Bureje a údolí Amuru, kde výška klesá na 200 m, a zasahuje do Číny. Délka je asi 400 km, výška na jihu kolísá mezi 1000-1100 m, na severu mezi 1600-2070 m n. m. Nejvyšší výšky dosahuje na bezejmenném vrcholu ve výšce 2167 m.
Burejský hřbet tvoří jednotlivé horské skupiny, povrch má rozčleněný říčními údolími. Ve vrcholových částech jsou stupňovité plošiny, které pokrývá tundra. Geologická stavba Burejského hřbetu je velmi pestrá, skládá se z žuly, ruly, krystalické břidlice, sopečných a usazených hornin.
Na nižších částech svahů rostou převážně jehličnaté lesy, na jižních svazích a v podhůří jsou dubové lesy. K fauně jehličnatých lesů patří los, kabar pižmový, medvěd, sobol a veverka.
Na středním a horním toku Bureje je černouhelná pánev.
Skrz Burejský hřbet vede bajkalsko-amurská železnice, která prochází tunelem Dusse-Alin.